# Armeria alliacea
Armeria alliacea är en triftväxtart som först beskrevs av Antonio José Cavanilles, och fick sitt nu gällande namn av Johann Centurius von Hoffmannsegg och Heinrich Friedrich Link. Armeria alliacea ingår i släktet triftar, och familjen triftväxter. Inga underarter finns listade i Catalogue of Life.

## Bildgalleri

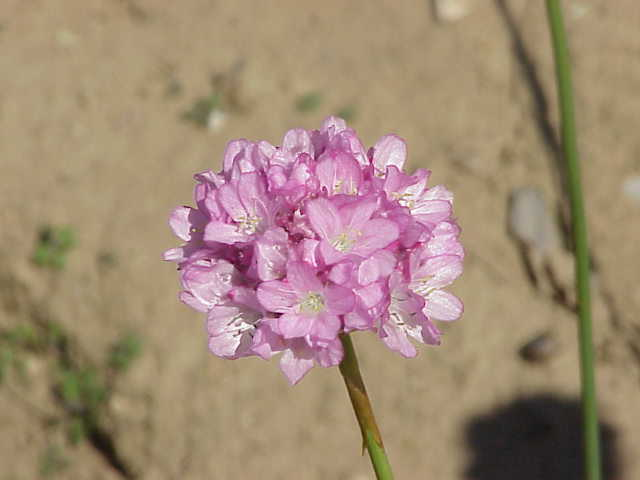
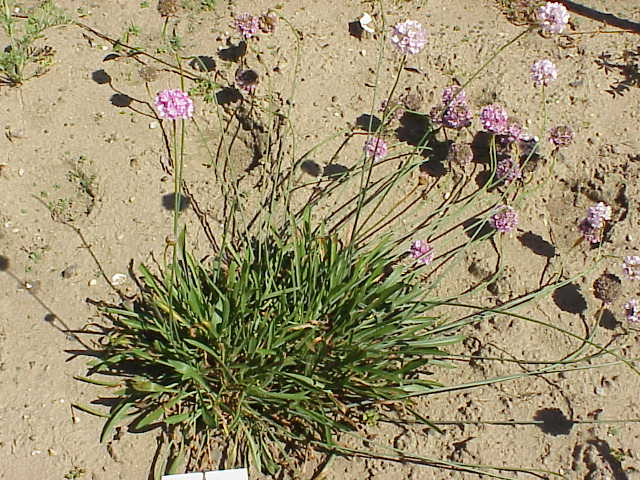
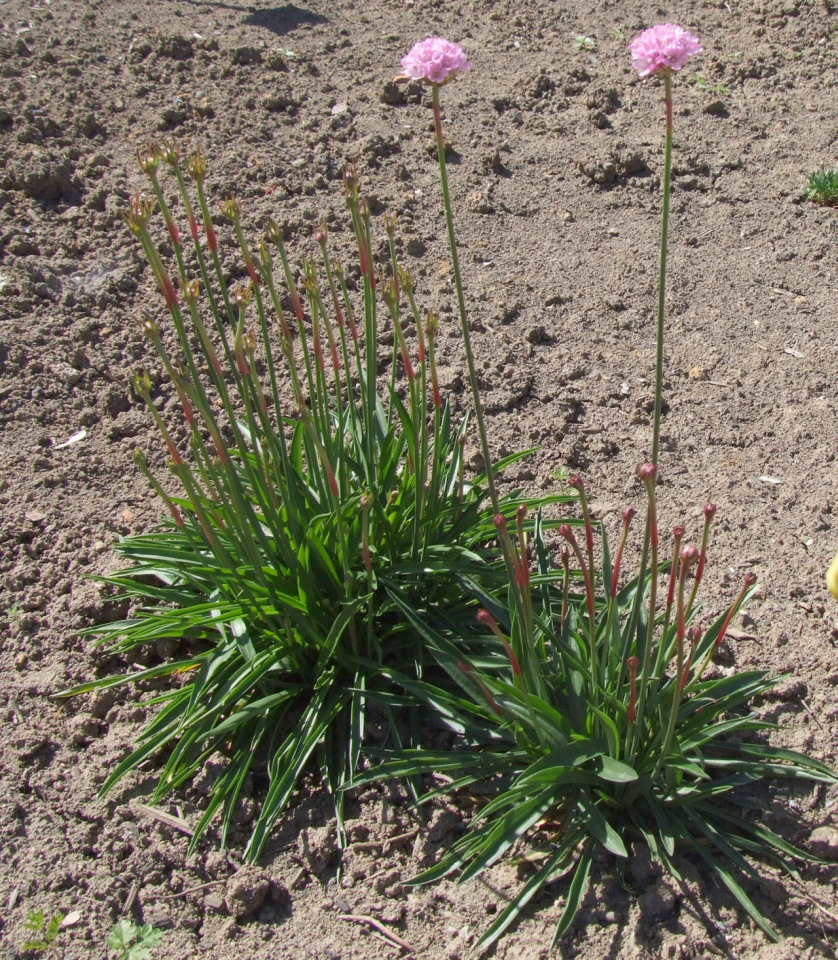
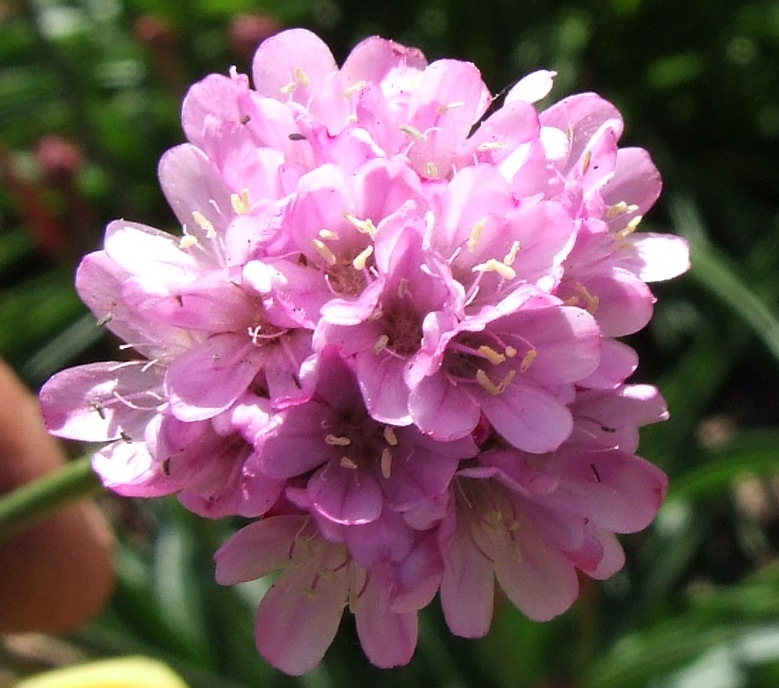